# Engelbert-Auguste d'Arenberg
Pour les autres membres de la famille, voir Maison d'Arenberg.
Engelbert-Auguste d'Arenberg (de son nom complet : Engelbert Auguste Antoine Joseph Léon Wenceslaus Balthazar Épiphanie Léonard Maxime Ghislain, né le 11 mai 1824 au palais ducal de Bruxelles et mort le 28 mars 1875 au palais Heverlee à Louvain (château d'Arenberg dans le Brabant flamand), 8e duc d'Arenberg, est un aristocrate et homme politique allemand du XIXe siècle.

## Biographie
Membre de la maison d'Arenberg, famille de la haute noblesse européenne, Engelbert-Auguste est le fils du duc Prosper-Louis d'Arenberg (1785-1861), gouverneur du duché d'Arenberg-Meppen.
À la mort de ce dernier, il devient duc d'Arenberg, duc d'Aarschot, duc de Meppen et prince de Recklinghausen. En Allemagne, ses possessions se trouvent sur les territoires des royaumes de Prusse et de Hanovre.
Grand mécène, il est le dernier duc d'Arenberg à posséder des droits souverains dans le duché d'Arenberg-Meppen jusqu'en 1875.
Membre du parlement provincial de Westphalie (de), Arenberg appartenait, depuis 1861, à la chambre des seigneurs de Prusse.
En 1836, Parmentier crée une rose, la « Duc d'Aremberg » en son honneur.

## Décorations
|  |  |  |

- Chevalier de l'ordre autrichien de la Toison d'or (1862[1])

## Vie familiale
Fils de Prosper-Louis (1785 † 1861), duc d'Arenberg et de la princesse Ludmilla Lobkowicz (1798 † 1868), Engelbert-Auguste épousa, le 27 mai 1868, sa cousine (petite-fille d'Auguste Marie Raymond d'Arenberg) Éléonore (19 février 1845 - Vienne (Autriche) † 28 novembre 1919 - Montreux). Ensemble, ils eurent :
1. Ludmilla (29 juin 1870 - Héverlé, Brabant flamand, Belgique † 6 septembre 1953 - La Solitude, près de Bruxelles), mariée, le 25 avril 1888, avec Charles Alfred (1859 † 1906), 12e duc de Croÿ, dont postérité ;
2. Sophie-Aloïse (26 juillet 1871 - Salzbourg † 29 mai 1961 - Düsseldorf), mariée, le 24 septembre 1889 à Héverlé, avec Jean-Baptiste (1850 † 1914), prince d'Arenberg, neveu d'Engelbert-Auguste, dont postérité ;
3. Engelbert-Marie (1872 † 1949), 9e prince et duc (allemand) d'Arenberg, marié, le 14 octobre 1897 à Bruxelles, avec Hedwige (1877 † 1938), princesse de Ligne, dont :
  1. Son Altesse Sérénissime Engelbert-Charles (20 avril 1899 - Héverlé † 27 avril 1974 - Monte-Carlo, Monaco), 10e duc d'Arenberg, 16e duc d'Aerschot, 5e duc de Meppen, 5e prince de Recklinghausen, marié le 15 juin 1939, Charlottenburg, Berlin), avec Valerie d'Oldenbourg (1900 † 1953), princesse en Schleswig-Holstein (fille de Albert de Schleswig-Holstein), puis le 23 mai 1955 à Berchem (Anvers), avec Mathild Callay (1913-1989). Il n'eut pas de postérité de ses deux unions ;
  2. Son Altesse Erik Engelbert (17 octobre 1901 - Héverlé † 13 septembre 1992 - Punta del Este, Maldonado, Uruguay), 11e duc d'Arenberg, 17e duc d'Aerschot, 6e duc de Meppen, 6e prince de Recklinghausen, chevalier de l'ordre souverain de Malte, marié, le 20 août 1949 à Lausanne, avec Marie Thérèse de la Poëze d'Harambure (1911 † 2005). Sans postérité, il adopta (Paris, le 15 février 1956) Laetitia de Belsunce (né en 1941), princesse d'Arenberg, et son frère Rodrigue de Belsunce (1942 † 2007), prince et duc d'Arenberg ;
  3. Lydia (1er avril 1905 - Bruxelles † 23 juillet 1977 - Lausanne), mariée, le 30 avril 1928 à Turin, avec Philibert de Savoie-Gênes (1895 † 1990), duc de Pistoia, duc de Gênes, petit-fils de Ferdinand de Savoie, sans postérité[2] ;
4. Marie-Salvatrix (26 avril 1874 - Héverlé † 9 mai 1956 - Le Rœulx), mariée, le 2 décembre 1896 à Héverlé, avec Auguste-Étienne de Croÿ (1872-1932), prince de Croÿ-Solre, dont postérité ;
5. Charles-Prosper (12 mars 1875 - Héverlé † 2 juillet 1948 - Bruxelles), marié à deux reprises, sans postérité.